# Hugo Larsson
Hugo Emanuel Larsson (* 27. června 2004) je švédský profesionální fotbalista, který hraje na pozici záložníka za německý klub Eintracht Frankfurt a švédský národní tým.

## Klubová kariéra

### Malmö FF
Larsson se narodil ve Svarte a svou fotbalovou kariéru začal v SoGK Charlo, než ve 12 letech podepsal smlouvu s Malmö FF. Svůj seniorský debut za Malmö si odbyl 20. února 2022 v utkání Svenska Cupen proti GAIS, kde se objevil jako pozdní náhradník při výhře 5:1. V Allsvenskan debutoval 11. dubna 2022 při remíze 1:1 s IF Elfsborg, kdy odehrál 45 minut. Larsson vstřelil svůj první gól za klub proti Degerfors IF 6. listopadu 2022. Malmö FF se v roce 2022 trápilo a skončilo v lize sedmé, ale Larsson zažil průlomovou sezónu a získal ocenění pro mladého hráče roku Allsvenskan poté, co za klub odehrál 46 zápasů ve všech soutěžích. Ve svém posledním domácím zápase před nedávno oznámeným přestupem do Eintrachtu Frankfurt vstřelil Larsson první gól při výhře 5:0 a sklidil ovace ve stoje, když byl v 82. minutě střídán.

### Eintracht Frankfurt
Dne 29. května 2023 podepsal Larsson pětiletou smlouvu s bundesligovým klubem Eintracht Frankfurt za nezveřejněnou částku. Oficiálně se k německému klubu připojil po otevření letního přestupového okna 1. července. 8. října vstřelil svůj první bundesligový gól při výhře 2:0 nad Heidenheimem. O dva měsíce později, 9. prosince, vsítil svůj druhý gól při vítězství 5:1 nad Bayernem Mnichov.

## Reprezentační kariéra
Larsson reprezentoval národní týmy U19 a U21. Svůj plnohodnotný mezinárodní debut za Švédsko si odbyl 9. ledna 2023, kdy odehrál 68 minut při přátelské výhře 2:0 nad Finskem, než ho nahradil Omar Faraj.

## Statistiky

### Klubové
Platí k zápasu hranému 18. května 2024.
| Klub                | Sezóna            | Liga              | Liga   | Liga | Národní pohár | Národní pohár | Kontinentální | Kontinentální | Ostatní | Ostatní | Celkově | Celkově |
| Klub                | Sezóna            | Soutěž            | Zápasy | Góly | Zápasy        | Góly          | Zápasy        | Góly          | Zápasy  | Góly    | Zápasy  | Góly    |
| ------------------- | ----------------- | ----------------- | ------ | ---- | ------------- | ------------- | ------------- | ------------- | ------- | ------- | ------- | ------- |
| Malmö FF            | 2022              | Allsvenskan       | 27     | 1    | 6             | 0             | 13            | 0             | —       | —       | 46      | 1       |
| Malmö FF            | 2023              | Allsvenskan       | 12     | 2    | 3             | 0             | —             | —             | —       | —       | 15      | 2       |
| Malmö FF            | Celkově           | Celkově           | 39     | 3    | 9             | 0             | 13            | 0             | 0       | 0       | 61      | 3       |
| Eintracht Frankfurt | 2023/24           | Bundesliga        | 29     | 2    | 3             | 0             | 6             | 0             | —       | —       | 38      | 2       |
| Celkově v kariéře   | Celkově v kariéře | Celkově v kariéře | 68     | 5    | 12            | 0             | 19            | 0             | 0       | 0       | 99      | 5       |

### Reprezentační
Platí k zápasu hranému 8. června 2024.
| Národní tým | Rok     | Zápasy | Góly |
| ----------- | ------- | ------ | ---- |
| Švédsko     | 2023    | 4      | 0    |
| Švédsko     | 2024    | 2      | 0    |
| Celkově     | Celkově | 6      | 0    |

## Úspěchy
Malmö FF
- Allsvenskan: 2023
- Svenska Cupen: 2021/22

Individuální
- Mladý hráč roku Allsvenskan: 2022